# Развој светског рекорда у бацању кладива за жене
Бацање кладива у женској конкуренцији почело се развијати много касније него код мушкараца, па је као дисциплина ушло у програм на Светском првенству 1999. године у Севиљи, на Европском првенству 1998. у Будимпешти а олимпијске игре, уведено је тек у Сиднеју 2000. године.
Резултати у бацању кладива за жене незванично су се почели бележити 1931, али ИААФ је за први светски рекорд у бацању кладива у женској конкуранцији признао резултат Олге Кузенкове 66,64 метра постигнут 23. фебруара 1994. године у Адлеру (Русија).

### Најбољи резултати у бацању кладива за жене

#### Незванично
| Пласман | Резултат | Име                  | Дат. рођ.                 | Држава                       | Место                        | Датум               |
| ------- | -------- | -------------------- | ------------------------- | ---------------------------- | ---------------------------- | ------------------- |
| 1.      | 17,03    | Лусинда Молес        |                           | Шпанија                      | Мадрид, Шпанија              | 29. јуни 1931.      |
| 2       | 18,58    | Аурора Вила          |                           | Шпанија                      | Мадрид, Шпанија              | 18. септембар 1931. |
| 3.      | 22,85    | Маргарета Молес      |                           | Шпанија                      | Мадрид, Шпанија              | 19. јун 1932.       |
| 4.      | 32,08    | Роузмери Пејн        |                           | Уједињено Краљевство         | Лестер, Уједињено Краљевство | 27. јул 1975.       |
| 5.      | 32,94    | Лизелот Хансен       |                           | Данска                       | Никебинг, Данска             | 31. јул 1980.       |
| 6.      | 33,12    | Сандра Стап          |                           | Сједињене Државе             | Грешам, САД                  | 4. април 1981       |
| 7.      | 36,72    | Лизелот Хансен       |                           | Данска                       | Никебинг, Данска             | 19. април 1981.     |
| 8.      | 41,99    | Керол Кејди          |                           | Сједињене Државе             | Станфорд, САД                | 10. април 1982.     |
| 9.      | 48,13    | Керол Кејди          |                           | Сједињене Државе             | Станфорд, САД                | 17. новембар 1982.  |
| 10.     | 53,65    | Керол Кејди          |                           | Сједињене Државе             | Беркли, САД                  | 28. април 1984.     |
| 11.     | 54,86    | Керол Кејди          |                           | Сједињене Државе             | Беркли, САД                  | 5. мај 1984.        |
| 12.     | 57,51    | Керол Кејди          |                           | Сједињене Државе             | Беркли, САД                  | 5. мај 1984.        |
| 13.     | 58,26    | Љубов Васиљева       |                           | Совјетски Савез              | Москва, СССР                 | 1. мај 1988.        |
| 14.     | 58,52    | Керол Кејди          |                           | Сједињене Државе             | Лос Гатос, САД               | 11. јун 1988.       |
| 15.     | 58,94    | Керол Кејди          |                           | Сједињене Државе             | Лос Гатос, САД               | 10. јули 1988.      |
| 16.     | 58,98    | Љубов Васиљева       |                           | Совјетски Савез              | Вилњус, СССР                 | 28. август 1988.    |
| 17.     | 61,20    | Аја Сузуки           |                           | Јапан                        | Вакајама, Јапан              | 30. април 1989.     |
| 18.     | 61,50    | Јелена Пичугина      |                           | Совјетски Савез              | Фрунзе, ДДР                  | 30. септембар 1989. |
| 19.     | 61,96    | Лариса Баранова      |                           | Совјетски Савез              | Адлер, СССР                  | 11. фебруар 1990.   |
| 20.     | 62,70    | Аља Фјодорова        | 21. мај 1966.             | Совјетски Савез              | Адлер, СССР                  | 9. фебруар 1991.    |
| 21.     | 63, 08   | Лариса Штирогрижнаја |                           | Совјетски Савез              | Адлер, СССР                  | 24. фебруар 1991    |
| 22.     | 64,44    | Аља Фјодорова        | 21. мај 1966.             | Совјетски Савез              | Адлер, СССР                  | 24. фебруар 1991.   |
| 23.     | 64,44    | Олга Кузенкова       | 17. мај 1970. Смоленск    | Совјетски Савез · Русија     | Ростов, Русија               | 17. мај 1992.       |
| 24.     | 65,40    | Олга Кузенкова       | 17. мај 1970. Смоленск    | Совјетски Савез · Русија     | Брјанск, Русија              | 4. јун 1992.        |
| 25.     | 67,34    | Светлана Судак       | 17. новембар 1971. Гродно | Совјетски Савез · Белорусија | Минск, Белорусија            | 5. јун 1994.        |

### Светски рекорди у бацању кладива за жене

#### Званично премаИААФ
До децембра 2018. ИААФ је ратификовао 25 светска редорда у бацању кладива за жене.
| Пласман | Резултат | Име                | Дат. рођ.              | Држава                   | Место                    | Датум             |       |
| ------- | -------- | ------------------ | ---------------------- | ------------------------ | ------------------------ | ----------------- | ----- |
| 1.      | 66,84    | Олга Кузенкова     | 17. мај 1970. Смоленск | Совјетски Савез · Русија | Адлер, Русија            | 23. фебруар 1994. |       |
| 2.      | 66,86    | Михаела Мелинте    | 27. март 1975.         | Румунија                 | Букурешт, Румунија       | 4. март 1995.     |       |
| 3.      | 67,00    | Олга Кузенкова     | 17. мај 1970. Смоленск | Совјетски Савез · Русија | Москва, Русија           | 5. јун 1995.      |       |
| 4.      | 68,14    | Олга Кузенкова     | 17. мај 1970. Смоленск | Совјетски Савез · Русија | Москва, Русија           | 5. јун 1995.      |       |
| 5.      | 68,16    | Олга Кузенкова     | 17. мај 1970. Смоленск | Совјетски Савез · Русија | Москва, Русија           | 18. јун 1995.     |       |
| 6.      | 69,42    | Михаела Мелинте    | 27. март 1966.         | Румунија · Румунија      | Појана Брашов, Румунија  | 16. јул 1998.     |       |
| 7.      | 69,58    | Михаела Мелинте    | 27. март 1975.         | Румунија                 | Букурешт, Румунија       | 3. март 1997.     |       |
| 8.      | 71,22    | Олга Кузенкова     | 17. мај 1970. Смоленск | Совјетски Савез · Русија | Минхен, Немачка          | 22. јун 1997.     |       |
| 9.      | 73,10    | Олга Кузенкова     | 17. мај 1970. Смоленск | Совјетски Савез · Русија | Минхен, Немачка          | 22. јун 1997.     |       |
| 10.     | 73,14    | Михаела Мелинте    | 27. март 1975.         | Румунија                 | Клермон Феран, Француска | 13. март 1999.    |       |
| 11.     | 75,29    | Михаела Мелинте    | 27. март 1975.         | Румунија                 | Клермон Феран, Француска | 13. март 1999.    |       |
| 12.     | 75,97    | Михаела Мелинте    | 27. март 1975.         | Румунија                 | Клермон Феран, Француска | 13. март 1999.    |       |
| 13.     | 76,05    | Михаела Мелинте    | 27. март 1975.         | Румунија                 | Ридлинген, Швајцарска    | 29. август 1999.  |       |
| 14.     | 76,07    | Михаела Мелинте    | 27. март 1975.         | Румунија                 | Ридлинген, Швајцарска    | 29. август 1999.  |       |
| 15.     | 77,06    | Татјана Лисенко    | 9. октобар 1983.       | Совјетски Савез · Русија | Москва, Русија           | 15. јул 2005.     |       |
| 16.     | 77,26    | Гулфија Ханафејева | 12. јуни 1982.         | Совјетски Савез · Русија | Тула, Русија             | 12. јун 2006.     |       |
| 17.     | 77,41    | Татјана Лисенко    | 9. октобар 1983.       | Совјетски Савез · Русија | Жуковски, Русија         | 24. јун 2006.     |       |
| 18.     | 77,80    | Татјана Лисенко    | 9. октобар 1983.       | Совјетски Савез · Русија | Талин, Естонија          | 15. август 2006.  |       |
| 19.     | 77,96    | Анита Влодарчик    | 8. август 1985.        | Пољска                   | Берлин, Немачка          | 22. август 2009.  |       |
| 20.     | 78,30    | Анита Влодарчик    | 8. август 1985.        | Пољска                   | Бидгошч, Пољска          | 6. јун 2010.      |       |
| 21.     | 79,42    | Бети Хајдлер       | 14. октобар 1983.      | Немачка                  | Хале, Белгија            | 21. мај 2011.     |       |
| 22.     | 79,58    | Анита Влодарчик    | 8. август 1985.        | Пољска                   | Берлин, Немачка          | 31. август 2014.  | [ 1 ] |
| 23.     | 81,08    | Анита Влодарчик    | 8. август 1985.        | Пољска                   | Владиславово, Пољска     | 1. август 2015.   | [ 2 ] |
| 24.     | 82,29    | Анита Влодарчик    | 8. август 1985.        | Пољска                   | Рио де Женеиро, Бразил   | 15. август 2016.  | [ 3 ] |
| 25.     | 82,98    | Анита Влодарчик    | 8. август 1985.        | Пољска                   | Варшава, Пољска          | 28. август 2016.  | [ 4 ] |